# Papa Dee
Papa Dee – polski zespół muzyczny, wykonujący disco polo, istniejący w latach 1998–2000.

## Historia zespołu
Zespół Papa Dee powstał pod koniec 1998 roku z inicjatywy Alberta Wasilewskiego.
W swojej dyskografii ma tylko 1 album i liczne przeboje, w tym m.in.: „Różowe okulary” czy „Sny”.
W 2000 roku Papa Dee zakończył karierę po 2 latach.

## Dyskografia

### Albumy
| Tytuł      | Rok  | Certyfikat | Sprzedaż |
| ---------- | ---- | ---------- | -------- |
| Fototronic | 1999 |            |          |